# Эннеди

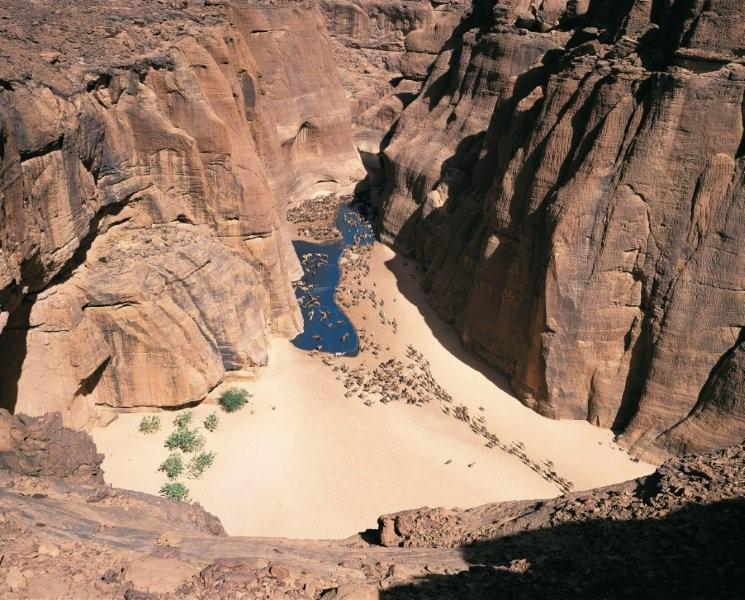
Гельта в районе Эннеди

Энне́ди, ранее Эннеди́, — горное плато в Республике Чад.
Горный массив Эннеди расположен в бывшей чадской северной провинции Борку-Эннеди-Тибести, в её юго-восточной части, близ границы с Суданом. Представляет собой горное плато из песчаника с высотами до 1450 м (гора Бассо), окружённое песками Сахары. На скалах Эннеди обнаружены многочисленные петроглифы, оставленные здесь племенами, жившими на плато в эпоху неолита, когда климат Сахары был гораздо более влажным. Эннеди является также подлинным природным заповедником посреди Сахары, где сохранились уникальные виды животных: карликовый нильский крокодил в гельте Аршей, сернобыки, сахарские львы (последний раз наблюдались в 1940 году).